# Діоні Герра
Діоні Герра (ісп. Diony Guerra, нар. 27 вересня 1971, Пуерто-ла-Крус) — венесуельський футболіст, що грав на позиції нападника, зокрема за «Каракас» та національну збірну Венесуели.

## Клубна кар'єра
У дорослому футболі дебютував 1991 року виступами за команду «Ансоатегі», у якій провів один сезон. 
Згодом з 1993 по 2002 рік грав за «Карабобо», «Мінервен Болівар», чилійський «Депортес Консепсьйон», «Депортіво Чакао», «Депортіво Тачира», «Депортіво Італчакао» та «Трухільянос».
Своєю грою за останню команду привернув увагу представників тренерського штабу клубу «Каракас», до складу якого приєднався 2002 року. Відіграв за команду з Каракаса наступні два сезони своєї ігрової кар'єри.
Протягом 2004—2007 років захищав кольори клубів «Маракайбо», «Арагуа» та «Депортіво Італія».
Завершив ігрову кар'єру у команді «ПДВСА Гас», за яку виступав протягом 2007 року.

## Виступи за збірну
1993 року дебютував в офіційних матчах у складі національної збірної Венесуели.
У складі збірної був учасником розіграшу Кубка Америки 1995 року в Уругваї.
Загалом протягом кар'єри в національній команді, яка тривала 5 років, провів у її формі 10 матчів, забивши 1 гол.